# Efecto Malter
El efecto Malter  —nombrado en honor de Louis Malter que describió por primera vez el fenómeno— sucede de la siguiente manera:
- después de la exposición de la superficie de una delgada capa aislante, a una radiación ionizante (por ejemplo, electrones, iones, rayos X, ultravioleta extremo, ultravioleta de vacío), emisión secundaria, se establece una carga positiva en la superficie;
- esta carga positiva produce un elevado campo eléctrico en el aislante, dando paso a la emisión de electrones en la superficie irradiada, lo que causa una tendencia a gastar más  electrones debajo de la misma.
- Finalmente, la muestra recupera los electrones perdidos, al captar los electrones secundarios recogidos a través del bucle de tierra.